# Guttenberg, Oberfranken
Guttenberg är en kommun och ort i Landkreis Kulmbach i Regierungsbezirk Oberfranken i förbundslandet Bayern i Tyskland.
Kommunen ingår i kommunalförbundet Untersteinach tillsammans med staden Kupferberg, köpingen Ludwigschorgast och kommunen Untersteinach.